# Asger Sørensen
```
 Denne artikel omhandler fodboldspilleren Asger Sørensen. Opslagsordet har også en anden betydning, se 
Asger Sørensen (rektor)
.
```

Asger Strømgaard Sørensen (født 5. juni 1996) er en dansk fodboldspiller, der spiller som midterforsvar for den tjekkiske klub AC Sparta Prag.
Asger Sørensen begyndte sin karriere hos Virklund Boldklub. Senere skiftede han til Silkeborg IF, men underskrev sidenhen en kontrakt med FC Midtjyllands ungdomsakademi. Han gjorde sin debut for Midtjylland i 2013 i en kamp mod FC Djursland. Kampen endte med at blive hans eneste for klubben.
Sørensen har også spillet for klubberne FC Liefering og Red Bull Salzburg i Østrig. Han vandt med sidstnævnte klub den østrigske Bundesliga i 2014-15 sæsonen. Derudover har Sørensen også spillet for Jahn Regensburg og FC Nürnberg i Tyskland. Med Sparta Prag vandt han den Tjekkiske 1. liga i 2022–23 sæsonen.
På nationalt niveau har Asger Sørensen i alt spillet 11 kampe for Danmarks U/21-landshold. Han var en del af truppen til Europamesterskabet i 2019, da Danmark røg ud efter gruppespillet.